# Inter 3
Inter 3 était le journal télévisé quotidien français diffusé à 18 h 30 et 22 h 30 sur la troisième chaîne couleur de l'ORTF du 31 décembre 1972 au 5 janvier 1975.

## Historique
Christian Bernadac, grand reporter à la télévision depuis 1963 et écrivain, est nommé fin 1972 rédacteur en chef de la toute nouvelle rédaction nationale de la troisième chaîne couleur de l'ORTF qui naît le 31 décembre 1972 par son directeur général Jean-Louis Guillaud. Ne disposant pas des moyens des rédactions des deux autres chaînes de télévision publiques, il crée un petit journal télévisé d'information nationale en s'appuyant sur la rédaction de la chaîne de radio nationale France Inter et confie à un pool de jeunes journalistes d'Inter Actualités sa réalisation et sa présentation.
À la suite de l'éclatement de l'ORTF le 31 décembre 1974, Jean-Louis Guillaud devient directeur des programmes de la nouvelle société de programme Télévision Française 1 et nomme Christian Bernadac rédacteur en chef de l'unité d'information de la chaîne, Information Télévisée 1 le 1er janvier 1975. La plupart des journalistes d' Inter 3 le suivent sur TF1 où ils intègrent la nouvelle rédaction. Le dernier numéro d' Inter 3 est diffusé le dimanche 5 janvier 1975 à 21 h 20 sur la troisième chaîne couleur de l'ORTF

## Concept
Inter 3 est diffusé quotidiennement deux fois par jour, à 18 h 30 avec un flash d'information de 5 minutes, et en fin de programme avec une édition complète de 20 minutes, d'abord entre 21 h 30 et 22 h, puis vers 22 h 25. Ce petit journal télévisé est réalisé directement dans les locaux de la Maison de l’ORTF, siège de la rédaction de France Inter, par des journalistes de la station qui le fabriquent et le présentent : Claude Pierrard, qui en est le chef d'édition chargé des relations avec les stations régionales, Jean-Claude Bourret, Dominique Bromberger, Michel Denisot, Régis Faucon, Henri Charpentier, Jean-Pierre Pernaut ou encore Patrick de Carolis. 
Dominique Bromberger présente la première édition d'Inter 3 diffusée le dimanche 31 décembre 1972 à 21 h 55, premier jour des émissions de la troisième chaîne couleur de l'ORTF.
Les images utilisées pour sa réalisation sont empruntées aux rédactions des deux autres chaînes de l'ORTF, généralement à la rédaction d'INF2 qui, comme elle, diffuse ses programmes en couleur. Le support sur film est abandonné pour les images au profit de l'enregistrement magnétoscopique. Les rédactions des Centres d'actualité régionaux (CAT) de l'ORTF apportent aussi leurs images à ce journal télévisé et les meilleurs sujets du jour diffusés par les stations régionales de l'ORTF dans leurs journaux télévisés régionaux sont rediffusés nationalement chaque soir pendant dix minutes à la fin d'Inter 3.

## Présentateurs
- Claude Pierrard (chef d'édition)
- Jean-Claude Bourret
- Dominique Bromberger
- Michel Denisot
- Régis Faucon
- Henri Charpentier
- Jean-Pierre Pernaut
- Patrick de Carolis